# Friedrich Brenner (psychiatre)
Pour les articles homonymes, voir Friedrich Brenner et Brenner.
Johannes Friedrich Brenner (né le 8 janvier 1809 à Bâle et mort le 31 octobre 1874 dans la même ville) est un psychiatre suisse.

## Biographie

### Origines et famille
Johannes Friedrich Brenner naît le 8 janvier 1809 à Bâle. Il est originaire du même lieu.
Son père, Johann Jacob Brenner, est épicier.
Johannes Friedrich Brenner épouse Catharina Kern en 1833.

### Études et parcours universitaire
Johannes Friedrich Brenner étudie la médecine aux universités de Zurich, Bâle et Fribourg-en-Brisgau. En 1830, il obtient son doctorat à Bâle.
En 1835, il termine son habilitation à l'Université de Bâle, avec une thèse intitulée Was sind psychische Krankheiten?, et devient privat-docent. Nommé professeur extraordinaire de psychiatrie en 1855, il est le premier à enseigner cette discipline dans une université suisse.

### Parcours professionnel
À partir de 1832, il est médecin aliéniste à l'Almosen de Bâle (dans le bâtiment de l'ancien monastère des moines franciscains, à côté de l'ancienne église franciscaine, où se trouve à  partir de 1894 le Musée historique de Bâle). Sa première mesure est d'y supprimer chaînes et châtiments corporels.
En 1839, il reprend également la direction du nouveau service psychiatrique de l'hôpital cantonal de Münsterlingen, dans le canton de Thurgovie.
En 1842, il devint directeur d'un nouvel asile situé derrière le Markgräflerhof à Bâle,. Il dirige cet établissement jusqu'à sa mort.

### Parcours politique
Membre du Parti radical-démocratique, il est député au Grand Conseil du canton de Bâle-Ville de 1846 à 1853 et de 1859 à 1863.
Il est l'auteur en 1871 d'un projet de loi fédérale sur les aliénés. Son libéralisme est attaqué par les tenants d'un christianisme étroit. Favorable à une réforme de l'enseignement, il se fait aussi l'avocat de l'instruction des handicapés mentaux.

### Mort
Il meurt le 31 octobre 1874 à Bâle, à l'âge de 65 ans.

## Loi fédérale sur les aliénés
Friedrich Brenner contribue aux travaux de l'Association des médecins aliénistes suisses (Verein der Schweizer Irrenärzte). Le 26 août 1871, il y présente une proposition de loi «Lignes directives pour une loi fédérale sur les aliénés (Grundzüge eines Irrengesetzes) » lors de la septième réunion de l'association à Bâle. Sa proposition est acceptée à l'unanimité, mais n'est pas discutée en détail: une commission est créée pour l'examiner et la réviser, afin que l'association puisse à nouveau en discuter plus avant l'année d'après.
En cette deuxième partie du dix-neuvième siècle, les médecins aliénistes suisses discutent abondamment de la nécessité de s'engager pour défendre les droits et intérêts de leur patientèle. Leur association défend l'idée que seule une loi fédérale sur les malades mentaux serait en mesure de garantir de tels droits. A cet effet, ils s'efforcent d'orienter le débat sur la maladie mentale en termes de question de santé publique et de besoins d'assistance et non plus seulement en termes de dangerosité et d'intervention policière. Dans le contexte d'une professionnalisation de la fonction de psychiatre, il s'agit également de faire reconnaître l'expertise des médecins aliéniste en ce qui concerne le domaine de la maladie mentale, y compris face aux instances policières et judiciaires. Le projet de loi de Brenner s'inscrit dans ce contexte. Cependant, lorsque l'association suisse des médecins aliénistes 1892 se penche à nouveau sur ce projet, les membres francophones de l'association s'opposent finalement au texte, jaloux de leur prérogatives cantonales et ne souhaitant pas voir l'émergence d'un bureau d'inspection fédéral. Malgré ce dissensus interne, l'association suisse des médecins aliénistes poursuit néanmoins ses efforts et son travail de lobbying politique en vue de l'adoption d'une loi fédérale sur les aliénés.

### Propositions
Les propositions de Brenner ont pour spécificité de ne pas proposer de définition de la maladie mentale et par ailleurs de donner un rôle prépondérant à l'expert psychiatre, qui aurait eu le pouvoir de prendre des décisions absolument essentielles quant au parcours de soins et de citoyenneté des personnes concernées. Brenner est ainsi le premier à proposer de donner un tel pouvoir de décisions aux experts psychiatres;  il est par ailleurs également le premier à lier des considérations administratives à des questions de droit civil et pénal.
| État mental ou émotionnel pathologique         | Brenner ne propose pas de définition de la maladie mentale ni qui devrait a priori être considéré comme souffrant d'un état mental ou émotionnel pathologique. Il propose que l’État détermine au cas par cas qui peut être diagnostiqué comme relevant d'un tel état. Une telle décision devrait être le résultat d'une expertise confiée par le juge à un ou plusieurs médecins . Bien qu'il s'agisse d'une proposition d'une loi sur l'aliénation mentale, les personnes concernées par cette loi ne se limitent pas aux patients psychiatriques dans une conception contemporaine du terme, mais potentiellement également des personnes atteintes d'un trouble du développement, de troubles neurocognitifs liés au grand âge ou encore d'un handicap sensoriel. Brenner propose que des expertises relatives à un éventuel état mental ou émotionnel pathologique lorsque : - une personne s'exprime de manière confuse et incohérente, - une personne présente une humeur qui change rapidement d'un état d'exaltation en dépression, - une personne est muette, souffre d'une surdité sévère ou est aveugle, - une personne dont il est notoire que des cas de maladies mentales sont ou ont été présents dans la famille, - une personne a précédemment souffert de psychose ou de maladie physique comme l'épilepsie, - une personne a avoué un crime mais il existe un doute sur ce qu'elle a commis et pour quel motif, - une personne se comporte de manière étrange et inhabituelle, - une personne agit de manière peu compréhensible pour autrui ou ses actions semblent manquer de justification raisonnable - que ce soit par des contrats conclus, des achats ou des ventes, des dons importants ou en ce qui concerne des crimes et délits, - une personne âgée agit avec négligence ou présente des dispositions incertaines. |
| asile et soins                                 | Les asiles d'aliénés doivent être dirigés et organisés conformément aux besoins mentaux et physiques des personnes qui leur sont confiées. Une autorité de supervision fédérale doit être mise en place, qui décide de qui doit être admis à l'asile et qui s'assure par ailleurs de la bonne marche de l'établissement, que celui-ci soit public ou privé. Toute ouverture d'un établissement (privé ou public) doit être soumise à l'autorisation des autorités étatiques et ne peuvent se faire que sur présentation d'un certificat établi par un expert (Sachverständige) ou d'un médecin (Physicus, Bezirksarzt),. La parenté ou le cas échéant le tuteur ont pour obligation de s'assurer que la personne malade reçoive un traitement rationnel dont le but soit autant que possible sa guérison. |
| tutelle                                        | Si une personne reconnue comme souffrant d'un état mental ou émotionnel pathologique n'est pas sous la tutelle d'un père ou d'un mari, elle doit se voir attribuer un tuteur, immédiatement après que la maladie ait été décelée en cas de danger imminent et dans les trois mois si une guérison rapide semble peu probable. La levée de la tutelle peut être décidée après guérison complète auprès de l'instance judiciaire compétente et doit lui être adressée par la parenté, la police ou les autorités communales. Ici aussi, ce sont un ou des experts psychiatres qui, de concert avec le tuteur et la parenté, doivent décider de la validité de la demande. Les contrats que la personne a passés avant la survenue de la maladie restent valides, mais la personne sous tutelle ne peut plus disposer de ses biens et en principe, conclure de nouveaux contrats . |
| mariage                                        | Dans certaines circonstances, le fait qu'un des deux partenaires souffre de maladie mentale peut donner droit à un divorce. |
| trouble à l'ordre public / dangerosité         | Les personnes malades qui troublent l'ordre public ou présentent un danger pour leur entourage doivent être transférées dans un asile d'aliénés, au besoin par la force, et y demeurer internées jusqu'à ce qu'elles ne présentent plus de danger. |
| tribunal                                       | Si une personne reconnue comme souffrant d'un état mental ou émotionnel pathologique est convoquée au tribunal, la personne ne doit pas être autorisée à représenter elle-même ses intérêts. Ses intérêts doivent y être défendus par son tuteur. Pour les femmes mariées, ce rôle échoit à leur mari. Pour les mineurs, à leur père. |
| Dispositions pénales en cas de maladie mentale | Lors d'un crime ou d'un délit, le juge d'instruction «doit s'enquérir de l'état émotionnel et mental de l'accusé, et examiner en particulier si le criminel, au moment où l'acte a été commis, a agi sans motifs pathologiques et en pleine conscience ; en cas de doute sur ces points, une expertise doit être réalisée ,».+Si l'enquête constate la maladie mentale de l'accusé, la procédure pénale doit être immédiatement suspendue. La maladie mentale exclut toute responsabilité pénale, quel que soit le degré auquel le malade en est affecté," L'absence de responsabilité pénale n'exclut cependant pas que des mesures puissent être prises pour empêcher l'accusé de réitérer de tels actes. Si un accusé encourt la peine de mort, aucune condamnation à mort ne doit être prononcée sans que plusieurs experts se soient prononcés de manière certaine sur la responsabilité pénale de l'accusé. |

## Publications
- Bericht über die Irren-Anstalt von ihrer Eröffnung 1842 bis 1850. Basel 1851.
- Bericht über die Wirksamkeit der Irrenanstalt in Basel vom Jahr 1851 bis zum Jahr 1860. Basel 1862.
- Ueber die Uebelstände in der Basler Irren-Anstalt und die Nothwendigkeit ihrer Verlegung. Bericht an die ärztliche Gesellschaft in Basel durch eine Specialcommission. Herausgegeben zu Handen der hohen Behörden. C. Schultze, Basel 1865 ().
- Grundzüge eines Irren-Gesetzes. Dem Vereine der schweizerischen Irrenärzte vorgelegt. Schweighauser, Basel 1871.
- Bericht über die Wirksamkeit der Irrenanstalt in Basel vom Jahr 1861 bis zum Jahr 1870 und des Versorgungshauses vom 1855 bis zum Jahr 1870. Riehm, Basel 1872.